# Piptocephalis freseniana
Piptocephalis freseniana är en svampart som beskrevs av de Bary 1865. Piptocephalis freseniana ingår i släktet Piptocephalis och familjen Piptocephalidaceae.   Inga underarter finns listade i Catalogue of Life.